# Скрытый цвет вещей
Скрытый цвет вещей (итал. Il colore nascosto delle cose) — итало-швейцарский драматический фильм 2017 года, поставленный режиссером Сильвио Сольдини, с Валерией Голино и Адриано Джаннини в главных ролях. Мировая премьера состоялась 7 сентября 2017 на 74-м Венецианском международном кинофестивале, где фильм был показан во внеконкурсной программе.

## Сюжет
Тео — вечный путешественник, не способен долго усидеть на месте. Поэтому жизнь парня постоянно пестрит изменениями и непостоянством. Он бежит от своего прошлого, от своих родителей, от женщин, с которыми провел ночь, от ответственности. Он по-настоящему любит только свою работу в рекламном агентстве и никогда не отключает планшет и телефоны.
Жизнь Тео кардинально меняется, когда в нем появляется Эмма. В 16 лет она потеряла зрение, но не потеряла связь с миром, не позволив слепоте загнать себя в клетку, даже несмотря на то, что каждый день для неё — битва. Работая остеопатом, она весь день перемещается по городу, решительно постукивая по тротуарам белой тростью. Эмма недавно развелась с мужем и отчаянно нуждается в романе с ярким остроумным мужчиной. И таким ей кажется Тео.
Для Тео всё начинается как игра. Эмма отличается от женщин, с которыми он раньше встречался: её мир и манит его и пугает. Оба удивлены легкости, которая возникла в их отношениях. Но радостной идиллии придет конец. Каждый вернётся к своей жизни, которая уже никогда больше не будет такой, как раньше.